# 밸모럴성

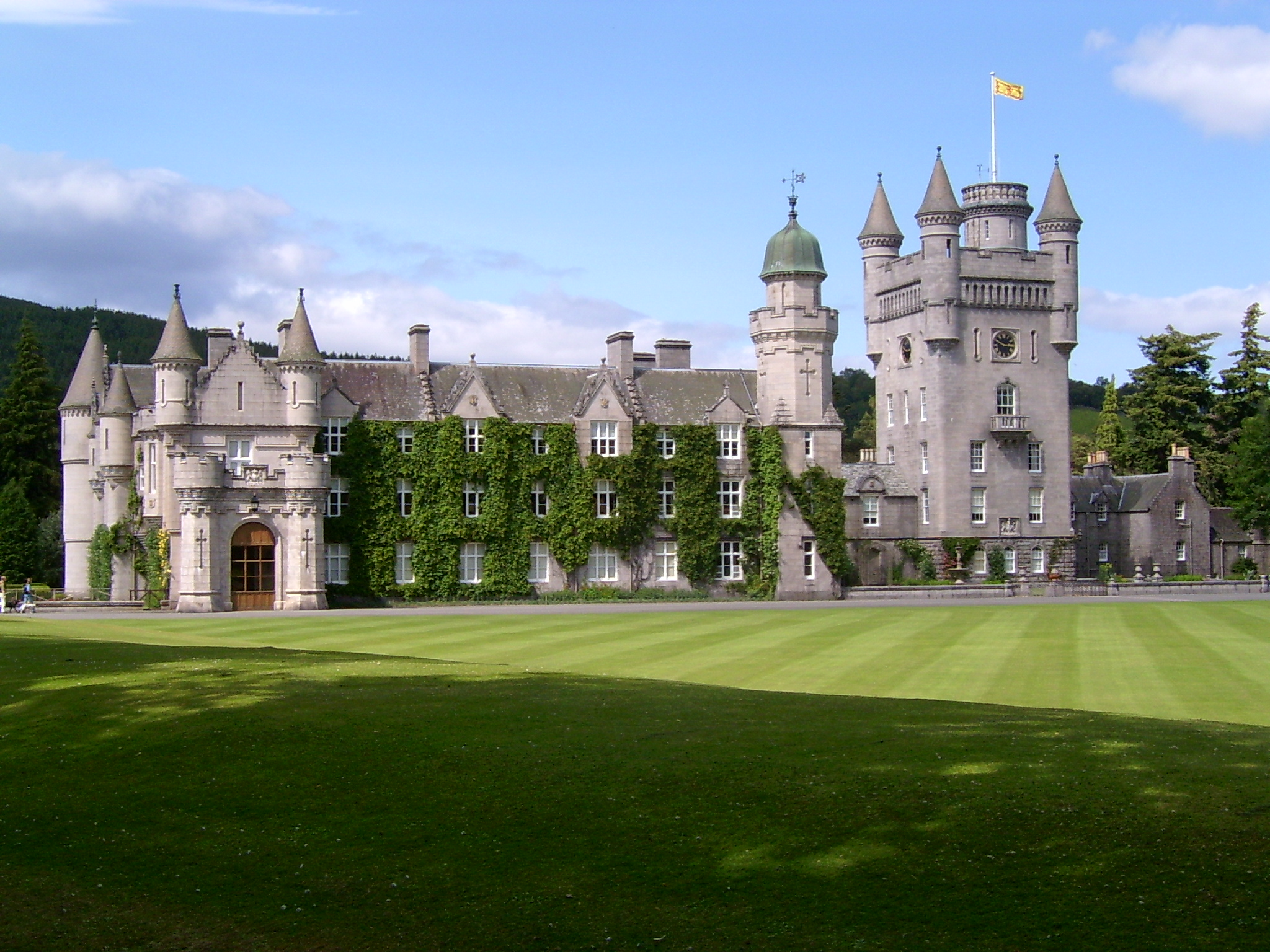
밸모럴성

밸모럴성(영어: Balmoral Castle)은 로열디사이드로 유명한, 스코틀랜드의 애버딘셔 지역에 있는 넓은 사유지 저택이다. 사유지는 빅토리아 여왕의 남편인 앨버트 공이 사들였으며, 영국 왕실의 유서 깊은 여름 별장으로 남아 있다.
밸모럴 사유지는 여러 세대가 물려받았으며, 면적이 점차 확대되어 현재 260제곱킬로미터(65,000에이커)에 달한다. 오늘날에는 50명의 정규직원과 50~100여 명의 비정규직원이 사유지에서 근무하고 있다.